# Rubén Tierrablanca González
Rubén Tierrablanca González OFM (* 24. August 1952 in Cortázar, Guanajuato, Mexiko; † 22. Dezember 2020 in Istanbul) war ein mexikanischer römisch-katholischer Ordensgeistlicher und Apostolischer Vikar von Istanbul sowie Apostolischer Administrator des Apostolischen Exarchats Istanbul der Griechen. Er war Vorsitzender der katholischen türkischen Bischofskonferenz. 

## Leben
Rubén Tierrablanca González besuchte das franziskanische Kleine Seminar und trat der Ordensgemeinschaft der Franziskaner in der mexikanischen Ordensprovinz St. Peter und Paul bei. Er studierte Philosophie und Theologie im mexikanischen Querétaro und im US-amerikanischen El Paso. Am 2. August 1977 legte er die Profess ab und empfing am 29. Juni 1978 das Sakrament der Priesterweihe.
Nach zwei Jahren in der Ausbildung des Ordensnachwuchses und der Pfarrseelsorge ging er zu weiteren Studien nach Rom. 1985 absolvierte er am Päpstlichen Bibelinstitut ein Lizenziatstudium in Biblischer Exegese. Anschließend war er bis 1990 Professor für Exegese und Magister für die Theologiestudenten am Saint Anthonys Seminary in El Paso sowie von 1990 bis 1992 Provinzialdefinitor und Verantwortlicher für Ausbildung und Studium in der Ordensprovinz.
1992 wurde er Rektor der Päpstlichen Universität Antonianum in Rom und war von 1997 bis 2003 Guardian der Generalkurie der Franziskaner. Seit 2003 war er Guardian des Franziskanerkonvents sowie Pfarrer der Gemeinde Saint Marie Draperis in Istanbul. Als Vertreter der franziskanischen Kommission für den ökumenischen und interreligiösen Dialog in der Türkei engagierte er sich insbesondere für die Beziehungen zu den Sufi-Muslimen.
Am 16. April 2016 ernannte ihn Papst Franziskus zum Titularbischof von Tubernuca und zum Apostolischen Vikar von Istanbul sowie zum Apostolischen Administrator des griechisch-katholischen Apostolischen Exarchats Istanbul. Die Bischofsweihe spendete ihm der Kardinalpräfekt der Kongregation für die orientalischen Kirchen, Leonardo Sandri, am 11. Juni desselben Jahres. Mitkonsekratoren waren der Erzbischof von Izmir, Lorenzo Piretto OP, und der Apostolische Vikar von Anatolien, Paolo Bizzeti SJ. Seit 2018 war er Vorsitzender der türkischen Bischofskonferenz. Im Februar 2020 war Tierrablanca Teilnehmer an der Begegnung der katholischen Mittelmeer-Bischöfe in Bari, zu der auch Papst Franziskus anreiste.
Bischof Tierrablanca González erlag am 22. Dezember 2020 den Folgen einer SARS-CoV-2-Infektion im Universitätsklinikum Koc in Istanbul, in dem er seit Anfang Dezember behandelt worden war.